# Daisuke Saito (fodboldspiller, født 1974)
 For alternative betydninger, se Daisuke Saito. (Se også artikler, som begynder med Daisuke Saito)
Daisuke Saito (født 19. november 1974) er en tidligere japansk fodboldspiller.
Han har spillet for flere forskellige klubber i sin karriere, herunder Gamba Osaka, Cerezo Osaka og JEF United Chiba.